# OpenLMI
OpenLMI (abreviatura de Open Linux Management Infrastructure) proporciona una infraestructura de gestión común para los sistemas Linux. Entre sus operaciones disponibles, permite la configuración de parámetros del sistema operativo, configuración de los componentes de hardware, y el seguimiento de los recursos de sistema. Los servicios prestados por OpenLMI se puede acceder tanto local como remotamente utilizando múltiples lenguajes de programación y APIs estandarizadas. El código fuente del proyecto se distribuye bajo la GNU Lesser General Public License (LGPL) and Licencia BSD.

## Reseña
OpenLMI distingue entre agents(agentes), controllers(controlador) y client applications(aplicaciones de cliente):
- Agentes OpenLMI realizan las operaciones reales; están instalados y se ejecutan en sistemas Linux que son gestionados.
- Controladores OpenLMI gestionar los agentes OpenLMI.
- Las aplicaciones cliente se comunican con los controladores OpenLMI a través de well-defined interfaces y lenguage bindings, que se basan en estándares abiertos de la industria para la gestión de sistemas remotos.

Así, en lugar de ofrecer una solución de gestión completa, OpenLMI ofrece funciones de bajo nivel y las APIs que pueden ser utilizados por varias plataformas de gestión, aplicaciones o scripts de configuración.
OpenLMI amplía la infraestructura de Linux ya existente, proporcionando agentes de administración que también realizan tareas de configuración del sistema, además de la vigilancia y la generación de informes. Al exportar estas operaciones a través de interfaces basadas en estándares, junto con los agentes que permiten realizar las operaciones reales, OpenLMI crea un marco de gestión que permite que varias aplicaciones puedan utilizar la configuración del sistema, el seguimiento de los recursos así como el rendimiento. Los sistemas para los que se enfoca el uso para OpenLMI incluyen servidores bare metal (sin sistema operativo), en la que se puede realizar configuraciones iniciales a través de una serie de "recetas" predefinidas.
A diciembre de 2013, los agentes implementados realizan principalmente las operaciones relacionadas con el almacenamiento, redes y cuentas de usuario local. Existen planes para ampliar la variedad de agentes ejecutados, cuyo objetivo es proporcionar una cobertura completa de las tareas de administración y configuración de Linux.
El Código fuente del OpenLMI está licenciado bajo la Licencia Pública General de GNU (LGPL) y simplificado BSD License (también conocida como la Licencia de FreeBSD).